# Hemerobius hengduanus
Hemerobius hengduanus är en insektsart som beskrevs av C.-k. Yang 1981. Hemerobius hengduanus ingår i släktet Hemerobius och familjen florsländor. Inga underarter finns listade i Catalogue of Life.